# Bayi Shenzhen Nuzi Paiqiu Dui 2015-2016
Questa voce raccoglie le informazioni riguardanti il Bayi Shenzhen Nuzi Paiqiu Dui nelle competizioni ufficiali della stagione 2015-2016.

## Organigramma societario
Area direttiva
- Presidente: Zhao Duo

Area tecnica
- Allenatore: Yu Juemin
- Secondo allenatore: Dong Ruijun, Wu Yongmei

Area sanitaria
- Medico: Xu Nan

## Rosa
| N° | Nome         | Ruolo | Data di nascita   | Nazionalità sportiva |
| -- | ------------ | ----- | ----------------- | -------------------- |
| 1  | Wang Yunlu   | S     | 20 maggio 1996    | Cina                 |
| 2  | Zhou Yujie   | P     | 13 ottobre 1991   | Cina                 |
| 3  | Wang Xinyao  | C     | 27 maggio 1995    | Cina                 |
| 4  | Zhu Linfen   | S/O   | 8 novembre 1989   | Cina                 |
| 5  | Liu Yanhan   | S     | 19 gennaio 1993   | Cina                 |
| 6  | Yang Junjing | C     | 15 maggio 1989    | Cina                 |
| 7  | Shen Jingsi  | P     | 3 maggio 1989     | Cina                 |
| 8  | Fan Linlin   | S/O   | 1º dicembre 1991  | Cina                 |
| 9  | Chen Yao     | C     | 22 settembre 1988 | Cina                 |
| 10 | Zuo Ting     | S     | 3 febbraio 1990   | Cina                 |
| 11 | Qi Lin       | P     | 25 maggio 1993    | Cina                 |
| 12 | Yuan Xinyue  | C     | 21 dicembre 1996  | Cina                 |
| 13 | Yan Kailun   | C     | 17 luglio 1995    | Cina                 |
| 14 | Yuan Weiyu   | S     | 25 marzo 1995     | Cina                 |
| 15 | Zhu Mengdi   | P     | 16 giugno 1995    | Cina                 |
| 16 | Wang Yan     | C     | 10 marzo 1988     | Cina                 |
| 17 | Huang Liuyan | L     | 13 giugno 1994    | Cina                 |
| 18 | Wang Qi      | S/O   | 25 maggio 1993    | Cina                 |
| 19 | Tian Yue     | C     | 15 settembre 1997 | Cina                 |
| 20 | Liu Congcong | C     | 8 dicembre 1990   | Cina                 |

## Mercato
| Acquisti | Acquisti     | Acquisti | Acquisti   |
| R.       | Nome         | da       | Modalità   |
| -------- | ------------ | -------- | ---------- |
| C        | Yan Kailun   | ?        | definitivo |
| C        | Tian Yue     | ?        | definitivo |
| C        | Liu Congcong | -        | definitivo |

| Acquisti | Acquisti   | Acquisti | Acquisti   |
| R.       | Nome       | da       | Modalità   |
| -------- | ---------- | -------- | ---------- |
| C        | He Ruobing | ?        | definitivo |
| C        | Liu Peixin | ?        | definitivo |
| P        | Yuan Shuo  | ?        | definitivo |

## Risultati

### Volleyball League A

#### Regular season

##### Prima fase
| 1ª giornata - 31 ottobre 2015 Yuanping Gymnasium, Shenzhen           | Bayi     | 3 - 1 | Yunnan   | 25-12, 23-25, 25-17, 25-22       |
| 2ª giornata - 3 novembre 2015 Lufeng County Sports Center, Lufeng    | Yunnan   | 1 - 3 | Bayi     | 15-25, 25-20, 17-25, 18-25       |
| 3ª giornata - 7 novembre 2015 Glory Stadium, Pechino                 | Beijing  | 2 - 3 | Bayi     | 18-25, 25-17, 17-25, 25-22, 6-15 |
| 4ª giornata - 10 novembre 2015 Nationality College Gymnasium, Dalian | Liaoning | 3 - 0 | Bayi     | 27-25, 25-17, 25-18              |
| 5ª giornata - 14 novembre 2015 Luohe City Stadium, Luohe             | Henan    | 0 - 3 | Bayi     | 19-25, 25-27, 23-25              |
| 6ª giornata - 17 dicembre 2015 Yuanping Gymnasium, Shenzhen          | Bayi     | 3 - 1 | Zhejiang | 25-21, 25-16, 17-25, 28-26       |
| 7ª giornata - 21 dicembre 2015 Jiashan County Coliseum, Jiaxing      | Zhejiang | 3 - 1 | Bayi     | 22-25, 25-22, 25-16, 29-27       |
| 8ª giornata - 24 dicembre 2015 Yuanping Gymnasium, Shenzhen          | Bayi     | 3 - 1 | Beijing  | 19-25, 25-20, 25-12, 26-24       |
| 9ª giornata - 28 dicembre 2015 Yuanping Gymnasium, Shenzhen          | Bayi     | 3 - 0 | Liaoning | 25-21, 26-24, 25-18              |
| 10ª giornata - 1º dicembre 2015 Yuanping Gymnasium, Shenzhen         | Bayi     | 3 - 0 | Henan    | 25-20, 25-22, 26-24              |

##### Seconda fase
| 11ª giornata - 5 dicembre 2015 Yuanping Gymnasium, Shenzhen               | Bayi     | 3 - 1 | Fujian   | 18-25, 25-14, 25-22, 25-12        |
| 12ª giornata - 8 dicembre 2015 Yuanping Gymnasium, Shenzhen               | Bayi     | 3 - 0 | Shanghai | 25-16, 25-23, 25-22               |
| 13ª giornata - 12 dicembre 2015 Fujian Olympic Sports Center, Fuzhou      | Fujian   | 0 - 3 | Bayi     | 23-25, 13-25, 23-25               |
| 14ª giornata - 15 dicembre 2015 Chinwoo Stadium, Shanghai                 | Shanghai | 3 - 1 | Bayi     | 29-31, 25-18, 25-17, 25-19        |
| 15ª giornata - 19 dicembre 2015 Yuanping Gymnasium, Shenzhen              | Bayi     | 0 - 3 | Tianjin  | 24-26, 17-25, 22-25               |
| 16ª giornata - 22 dicembre 2015 Yuanping Gymnasium, Shenzhen              | Bayi     | 3 - 1 | Jiangsu  | 25-17, 25-19, 13-25, 25-23        |
| 17ª giornata - 26 dicembre 2015 Tianjin People's Gymnasium, Tientsin      | Tianjin  | 2 - 3 | Bayi     | 25-13, 27-29, 25-21, 24-26, 13-15 |
| 18ª giornata - 29 dicembre 2015 Changzhou University Gymnasium, Changzhou | Jiangsu  | 3 - 1 | Bayi     | 25-12, 25-16, 21-25, 25-22        |

#### Play-off scudetto

##### Semifinale
| Gara 1 - 1º gennaio 2016 Yuanping Gymnasium, Shenzhen         | Bayi    | 1 - 3 | Tianjin | 17-25, 25-23, 22-25, 15-25        |
| Gara 2 - 3 gennaio 2016 Yuanping Gymnasium, Shenzhen          | Bayi    | 3 - 0 | Tianjin | 25-17, 25-22, 25-22               |
| Gara 3 - 7 gennaio 2016 Tianjin People's Gymnasium, Tientsin  | Tianjin | 1 - 3 | Bayi    | 21-25, 25-14, 15-25, 17-25        |
| Gara 4 - 9 gennaio 2016 Tianjin People's Gymnasium, Tientsin  | Tianjin | 3 - 0 | Bayi    | 25-23, 25-13, 25-20               |
| Gara 5 - 10 gennaio 2016 Tianjin People's Gymnasium, Tientsin | Tianjin | 3 - 2 | Bayi    | 23-25, 25-17, 25-19, 21-25, 15-10 |

##### Finale 3º posto
| Gara 1 - 14 gennaio 2015 Luwan Gymnasium, Shanghai    | Shanghai | 3 - 0 | Bayi     | 25-23, 25-16, 25-23              |
| Gara 2 - 16 gennaio 2015 Luwan Gymnasium, Shanghai    | Shanghai | 3 - 0 | Bayi     | 25-23, 25-20, 25-23              |
| Gara 3 - 21 gennaio 2015 Yuanping Gymnasium, Shenzhen | Bayi     | 3 - 2 | Shanghai | 25-15, 24-26, 25-18, 26-28, 15-8 |
| Gara 4 - 23 gennaio 2015 Yuanping Gymnasium, Shenzhen | Bayi     | 1 - 3 | Shanghai | 25-22, 19-25, 17-25, 19-25       |

## Statistiche

### Statistiche di squadra
| Competizione        | Punti | In casa | In casa | In casa | In trasferta | In trasferta | In trasferta | Totale | Totale | Totale |
| Competizione        | Punti | G       | V       | P       | G            | V            | P            | G      | V      | P      |
| ------------------- | ----- | ------- | ------- | ------- | ------------ | ------------ | ------------ | ------ | ------ | ------ |
| Volleyball League A | 25    | 13      | 10      | 3       | 14           | 6            | 8            | 27     | 16     | 11     |
| Totale              | -     | 13      | 10      | 3       | 14           | 6            | 8            | 27     | 16     | 11     |

G = partite giocate; V = partite vinte; P = partite perse

### Statistiche dei giocatori
| Giocatore | Volleyball League A | Volleyball League A | Volleyball League A | Volleyball League A | Volleyball League A | Totale | Totale | Totale | Totale | Totale |
| Giocatore | P                   | PT                  | AV                  | MV                  | BV                  | P      | PT     | AV     | MV     | BV     |
| --------- | ------------------- | ------------------- | ------------------- | ------------------- | ------------------- | ------ | ------ | ------ | ------ | ------ |
| Chen Y.   | ?                   | 241                 | 182                 | 44                  | 15                  | ?      | 241    | 182    | 44     | 15     |
| Fan L.    | ?                   | ?                   | ?                   | ?                   | ?                   | ?      | ?      | ?      | ?      | ?      |
| Liu C.    | ?                   | ?                   | ?                   | ?                   | ?                   | ?      | ?      | ?      | ?      | ?      |
| Liu Y.    | ?                   | 495                 | 430                 | 42                  | 23                  | ?      | 495    | 430    | 42     | 23     |
| Qi L.     | ?                   | ?                   | ?                   | ?                   | ?                   | ?      | ?      | ?      | ?      | ?      |
| Shen J.   | ?                   | ?                   | ?                   | ?                   | ?                   | ?      | ?      | ?      | ?      | ?      |
| Tian Y.   | ?                   | ?                   | ?                   | ?                   | ?                   | ?      | ?      | ?      | ?      | ?      |
| Wang Q.   | ?                   | ?                   | ?                   | ?                   | 33                  | ?      | ?      | ?      | ?      | 33     |
| Wang X.   | ?                   | ?                   | ?                   | ?                   | ?                   | ?      | ?      | ?      | ?      | ?      |
| Wang Ya.  | ?                   | ?                   | ?                   | ?                   | ?                   | ?      | ?      | ?      | ?      | ?      |
| Wang Yu.  | ?                   | 332                 | 267                 | 23                  | 42                  | ?      | 332    | 267    | 23     | 42     |
| Yang J.   | ?                   | ?                   | ?                   | ?                   | ?                   | ?      | ?      | ?      | ?      | ?      |
| Yan K.    | ?                   | ?                   | ?                   | ?                   | ?                   | ?      | ?      | ?      | ?      | ?      |
| Yuan W.   | ?                   | ?                   | ?                   | ?                   | ?                   | ?      | ?      | ?      | ?      | ?      |
| Yuan X.   | ?                   | ?                   | ?                   | 64                  | ?                   | ?      | ?      | ?      | 64     | ?      |
| Zhou Y.   | ?                   | ?                   | ?                   | ?                   | ?                   | ?      | ?      | ?      | ?      | ?      |
| Zhu L.    | ?                   | ?                   | ?                   | ?                   | ?                   | ?      | ?      | ?      | ?      | ?      |
| Zhu M.    | ?                   | ?                   | ?                   | ?                   | ?                   | ?      | ?      | ?      | ?      | ?      |
| Zuo T.    | ?                   | ?                   | ?                   | ?                   | ?                   | ?      | ?      | ?      | ?      | ?      |

P = presenze; PT = punti totali; AV = attacchi vincenti; MV = muri vincenti; BV = battute vincenti